# Caracastapakul
Caracastapakul (Scytalopus caracae) är en fågel i familjen tapakuler inom ordningen tättingar.

## Utbredning och systematik
Fågeln förekommer i kustnära berg i norra Venezuela (Aragua till Miranda och västra Sucre). Den behandlas som monotypisk, det vill säga att den inte delas in i några underarter.

## Status
IUCN kategoriserar arten som livskraftig.